# Cellulitis (medisch)
Cellulitis, is een ontsteking van de dieper gelegen delen van het onderhuidse bindweefsel (diepe subcutis), gekenmerkt door een onscherp begrensde en snel uitbreidende roodheid en zwelling van de huid, pijn, koorts en malaise.
De verwekkers zijn meestal Staphylococcus aureus, of minder vaak beta-hemolytische Streptococcus en soms (vooral in het gelaat bij kinderen) Haemophilus influenzae.
De behandeling bestaat uit een gerichte antibiotische therapie, namelijk flucloxacilline.